# Проскуровский трамвай
Проскуровский трамвай — трамвайная система, которую планировалось
построить в Хмельницком (который до 1954 года назывался Проскуровом) в начале 20 века.

## История
В 1899 году проскуровский купец Давид Волькович Ниренберг, находясь в Житомире в коммерческих делах, случайно стал свидетелем открытия там
трамвайного движения. Это произвело на него большое впечатление и он начал
вынашивать идею открытия трамвайного движения в Проскурове. На то время это
была нереальная идея, ведь в городе не было электростанции. Несмотря на
это, Ниренберг разработал «План сооружения городской электрической железной дороги» и,
будучи влиятельной в городе человеком (он занимался довольно прибыльным бизнесом - оптовой торговлей
сахаром и табачными изделиями), предложил городской думе
строительство электростанции и трамвайной сети.
Весной 1910 дума объявила конкурс на строительство электростанции в
Проскурове и электрификацию города. В конкурсе приняли участие проекты
от четырёх частных лиц, среди которых был и купец Ниренберг. В отличие от
других, только в его проекте отдельным пунктом отмечалось, что после
построения электростанции и проведения по городу освещения, будет
построена трамвайная система. Предлагался следующий маршрут: Каменецкий переезд
(Район филармонии) - ул. Каменецкая - ул. Александровская (сегодня -
Проскуровская) - поворот по Старобульварной (сегодня - Свободы) -
ул. Большая Вокзальная (сегодня - Шевченко) - железнодорожный вокзал.
Однако городские власти отдали предпочтение проекту инженера Рабиновича, который предусматривал построение центральной электростанции, прокладка осветительной
сети и подключение всех желающих электропотребителей. Проект победил
прежде всего благодаря ряду льгот на освещение городских улиц и бюджетных
учреждений (предполагалось бесплатное освещение здания городской управы,
городского сада, общественной библиотеки и т.п.). О перспективе
строительства трамвайной сети во время голосования не упоминалось.
В конце 19 - начале 20 века по железной дороге в пределах города курсировала
немецкая автомотриса, которая доставляла людей с тогда пригородного села Гречаны в Проскуров. Она находилась в собственности города и в народе называлась трамваем.